# Lipscomb (Alabama)
Pour les articles homonymes, voir Lipscomb.
Lipscomb est une ville américaine située dans le comté de Jefferson en Alabama.
Selon le recensement de 2010, Lipscomb compte 2 210 habitants. La municipalité s'étend sur 1,17 milles carrés (3,03 km2), exclusivement des terres.

## Démographie
| 1920  | 1930  | 1940  | 1950  | 1960  | 1970  | 1980  | 1990  |
| ----- | ----- | ----- | ----- | ----- | ----- | ----- | ----- |
| 1 605 | 1 774 | 1 740 | 2 550 | 2 811 | 3 225 | 3 741 | 2 892 |

| 2000  | 2010  | - | - | - | - | - | - |
| ----- | ----- | - | - | - | - | - | - |
| 2 458 | 2 210 | - | - | - | - | - | - |